# Csembaló

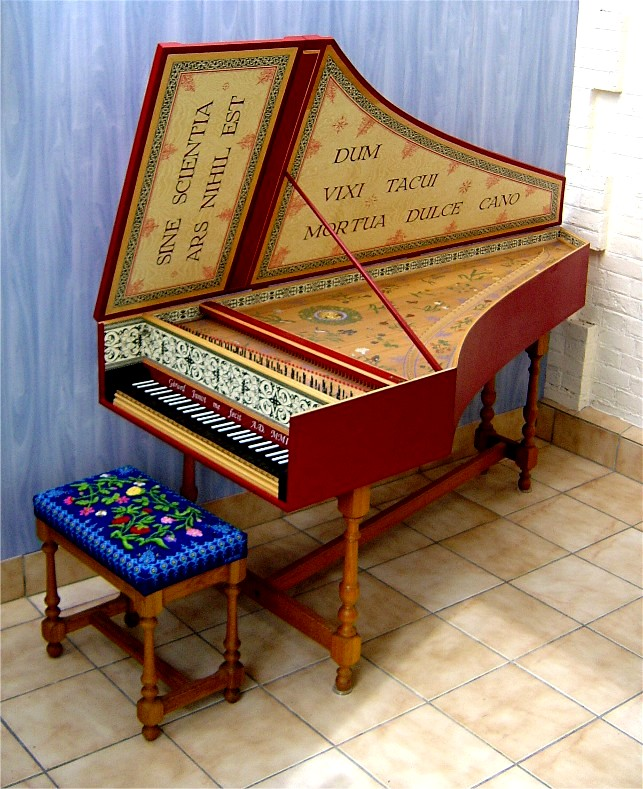
Flamand csembaló a 18. századból

A csembaló polifón billentyűs kordofon hangszer. A billentyűkkel párhuzamosan futó húrok megszólaltatása azok megpendítésével történik egy, a billentyűkkel összekapcsolt pengetőmechanika segítségével. Hangterjedelme 4-5 oktáv. Általában egy vagy két billentyűsorral (manuál) látták el. Kisebb, hordozható változata a spinét vagy virginál, amelynél a húrvezetés a billentyűkre merőleges, vagy valamilyen szöget zár be azokkal. A csembalónak a barokk hangszeregyüttesben alapvető szerepe van, a basso continuo szólamát játssza.

## Kialakulása
A hárfák, lantok, lírák és rokonaik húrjait a játékosok ujjai vagy a kezükben tartott plektrum (toll-, fa- vagy fémpengető) szólaltatta meg, azaz pengette. Ezt a pengetőműveletet kívánták az orgona billentyűzetéhez hasonló billentyűsorral összekapcsolni úgy, hogy a pengetés munkáját egy gépezettel segítették. Ennek a gépnek az eredete nem tisztázott, de egyes feljegyzések szerint csembalókat már a 15. században is használtak. A fennmaradt legrégibb csembaló, amelyet a londoni South-Kensington Museum-ban őriznek, tartalmazza e hangszer legjellemzőbb vonásait. Ezt a csembalót egy bolognai mester (Hieronymus von Bologna) 1521-ben készítette.
A 16-17. században minden országban más billentyűs (húros) hangszer volt divatban. Például az angolok kedvelték a virginált, a franciák jellemző hangszere a csembaló volt, míg a németek már a dinamikai árnyalást óhajtották, amikhez különböző kalapácsmechanikás hangszereket építettek.
Mindezekből láthatjuk, a hangszereket a megszólaltatás módja szerint két részre lehet osztani:
1. A billentyűk apró kalapácsok (tangens) segítségével megütik a húrokat: ilyen az egyszerű mechanikájú klavikord, és a bonyolultabb (bécsi mechanikájú), 17. századi asztalzongorák és a fortepiano.
2. A billentyűk pengetők (plektrum) segítségével megpendítik a húrokat: ilyenek a különböző virginálok, a spinétek, és természetesen a csembaló.

Ebben az időben a hangszert folyamatosan tökéletesítették. Ahogy a 18-19. század során a csembaló helyére fokozatosan a zongora lépett, úgy ezzel párhuzamosan a billentyűzettel összekapcsolt pengetést használó hangszerek is fejlődtek.

## Felépítés
A csembalókat a többi zongorafélétől tehát a pengetőkészülék (bábu) különbözteti meg. A billentyű itt is kétkarú emelőként működik, mint a klavikordnál, de az ütőke (kalapács) helyett egy bábu áll a billentyű belső végén. Ez a bábu egy keskeny kis léc, amelynek alsó oldalán ólomnehezék van, hogy megütése után biztosan visszaessen az alaphelyzetbe. Felső végén egy mozgó nyelv található, amelyet egy rugó tart függőleges helyzetben, és amelynek egyik oldalába tüskeszerű pengetőt ékeltek be. A bábu helyes irányba történő mozgását egy – a bábuk sorával azonos irányba helyezett – tartóléc biztosítja. Ennek a pengetőgépezetnek működése a következő: a játékos lenyomja a billentyűt, ami ellenkező végén felemelkedik, és a bábtartó lécben álló bábut a tüskével együtt felemeli. A tüske a húrral érintkezik, amelyben egy pillanatig megakad, majd tovább emelkedve megszólaltatja, megpattintja a húrt. Amikor a zenész a billentyűt elengedi, a bábu visszaesik az eredeti helyére. Mivel a tüske (pengető) szögben elhajlik a léctől, illetve az a nyelvecske, amibe ékelték, szintén képes az elhajlásra, visszaesésekor a húr megszólaltatása nélkül tér vissza eredeti helyére, és a tüskés nyelvecskét a rúgó ismét nyugvó állapotba szorítja.
Azért, hogy a húr ne zengjen tovább, a bábu felső szélére egy kis nemez- vagy posztódarabkát ragasztanak, amely a húr további rezgését meggátolja. A bábtartó léccel összekapcsolódik egy úgynevezett bábfogó léc, amelyet a bábuk sora fölött helyeztek el. Ennek az a célja, hogy erősebb kezű játékos billentésére a bábu ki ne ugorhasson a járatából.
A csembalók hangja tehát határozottan, keményen pengetett volt. Ennek enyhítéséül, valamint hogy a játék színesebb lehessen, toll- és ércpengetők helyett, például a francia hangszerkészítők, bivalybőrből készített pengetőeszközt is használtak. Ezt „jeu de buffle”-nek hívták. A német hangszerkészítők jellemzően egy posztóval bevont lécet érintettek a húrokhoz, hogy ezzel a lant hangjához tegyék hasonlóvá a csembaló hangját. Ennek a neve „Lautenchor”.
A csembaló húrjainak megszólaltatási módjából következik, hogy ezek kezdettől fogva teljes billentyűzetűek voltak. A hangszer fejlődése során a 18. századra megszerkesztették a kétmanuálos csembalókat is. A zongoraféle hangszereket általában orgonakészítők gyártották, így átvették az orgonánál használatban lévő jelzéseket: a 4 lábas, 8 lábas, illetve 16 lábas regiszterekét. Ez azt jelenti, hogy a 8 lábas mértéknek megfelelően hangolt húrok a megütött billentyűk által képviselt hangmagasságot adják (a "8 láb" az orgonasípok hozzávetőleges hosszára utal), míg a 4 lábas annak magasabb, és a 16 lábas húrok annak mélyebb oktávját. Az egymanuálos csembalón tehát egy 8 lábas húrsor volt, ebbe lehetett építeni még egy (különbözően intonált) 8 lábas húrsort, sőt, alkalmanként egy 4 lábast is. Többnyire a kétmanuálos csembalókon is ezek voltak használatban (a két klaviatúrára elosztva). Alapvetően a két manuál két különbözően intonált 8 lábas regisztert szólaltatott meg, amihez (az egymanuálos hangszerekkel szemben) igen gyakran építettek egy 4 lábast is az egyik - legtöbbször az alsó - billentyűsorra. Továbbá a két manuált össze is tudták kapcsolni a kopula segítségével.
Előszeretettel építettek – úgy az egymanuálos, mint a kétmanuálos hangszerekbe – egy „jeu de buffle”-öt, azaz egy lantregisztert. A lantregiszter félrevezető elnevezés. A lantszerű hangszínt az adja, hogy a magas, fémes hangzást okozó felhangokat lefojtjuk. Ezt kétféleképpen lehet elérni: Az első, hogy ezen regiszter pengetősorát a húrokat tartó stég közelében, a hangszer tőkéjén vésték ki az ugróknak. Ez rendkívüli pontosságot követel a kivitelezésben. A 18. századi Kirkman csembalókon találjuk ezt a megoldást. A második (amit gyakran neveznek "hárfaregiszternek") sokkal elterjedtebb (mert kivitelezésének ára csupán töredéke az előzőnek). Ennek lényege, hogy egy, a stéghez erősített lécre, filc vagy bőr fülek vannak ragasztva. A léc vízszintes elmozdításával a filcek a húrokhoz érnek. Elég erősen ahhoz, hogy tompítsák a hangot, de anélkül, hogy azt teljesen lefojtanák. Ezen lehetőségekkel a (látszólagos) dinamikai különbségek nélkül is el tudták érni a lehető legszínesebb árnyalást.
Nem igazán jellemző, de még 16 lábas regisztert is találunk némely hangszeren. Főként a modern (XIX. század vége, XX. század eleje) hangszerépítők szerették beépíteni hangszereikbe - a 2 lábas regiszterrel együtt -, ez viszont megnöveli a keret és a hangszekrény feszítettségét, és az egész hangszernek kisebb lesz ezáltal a fénye. Súlyosabbá teszi a hangot, de csak alig valamivel erősebbé; megnöveli ugyan a lehetséges hangszín-kombinációk számát, de egyáltalán nem hiányzik, ha nincs meg. Sőt arra is van példa, hogy pedált építettek a csembaló alá, mint a klavikordoknál, segítve az orgonákhoz szokott művészek játékát.

## Kivitelezés
A csembaló ritkán készült sokféle regiszterrel és több manuállal. Legnagyobb részük egymanuálos volt, és a művészek többnyire megelégedtek két regiszterrel. A csembalók hangszekrénye, mivel a húrokat a billentyűk hossztengelyének irányában feszítették ki, általában a basszustól a magas hangok felé keskenyedő trapéz formájú volt. A húrozat alatti fenékdeszkát rezonáló nyílásokkal látták el, amelyeket díszesen kifaragott vagy pergamenből kivágott cizellált mintákkal ékesítettek. Magát a fenéklapot és a belső oldallapot szintén virágokkal, alakokkal, geometriai mintákkal festették ki, a hangszer fedelén gyakran allegorikus, vagy az életből vett jeleneteket láthatunk.
A hangszert, különösen az értékesebbeket külön védőládába helyezték, amelyeket, hogy a csembaló díszessége látható legyen, az oldalán megfelelő nagyságú nyílásokkal láttak el. Mivel a csembaló nem volt hordozható hangszer, talapzatot, lábazatos alépítményeket készítettek hozzá.
Minden hangszer egyedi gyártmány volt, amelyben a fő és jellegzetes tulajdonságokon kívül a hangszerkészítő mester egyéni ízlése, tudása és a vevő pénztárcája játszott jelentős szerepet.

## Spinétek és virginálok

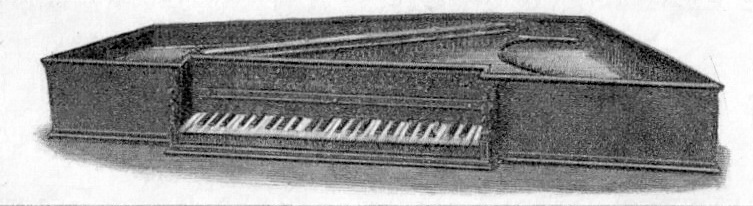
Milánói spinét 1555-ből

A csembalók módjára készített kisebb méretű hangszereket franciául épinette-nek, németül Spinettnek, angolul virginálnak hívták. A hazai nyelvhasználat a virgina és virginal szavakat használta. A 17. század derekán nálunk úgy a klavikord, mint a virginal használatban volt. Ma fonetikus írással átvesszük az Épinette, spinetta, Spinett francia, olasz és német szavak magyar hangzásbeli megfelelőit, és spinétekről beszélünk.
A spinétek hordozható hangszerek. A húrozatot, mint a csembalónál toll, fém, esetleg bőr tüskebábu (pengetőeszköz) szólaltatja meg. Általában egymanuálosak és nincs több regiszterük. Mint a csembalóknál, a spinéteknél is elmondhatjuk, hogy mindegyik példány egyedi gyártmány, ettől függetlenül vannak közös tulajdonságaik: a spinétek húrozata a billentyűzettel párhuzamosan, tehát a billentyűk hossztengelyére derékszögben halad, és a így a bábtartó léc diagonális (átlós), irányban fekszik. A hangolócsavarok a hangszer jobb oldalán lévő tőkébe vannak erősítve. A zöngeszekrény formája általában téglatest alakú, de előfordulnak többszögletű spinétek is. A billentyűzetet legtöbbször a zöngeszekrénybe építették be, de előfordul – s ez különösen itáliai készítményeknél gyakori –, hogy a billentyűzet a zöngeszekrényből kinyúlik. Mint hordozható hangszereket, a spinéteket sem látták el lábazattal, hanem – csakúgy mint a klavikordokat – asztalra fektetve használták. Ez természetesen nem zárja ki, hogy esetleg alépítményt is készítettek egyik-másik hangszer számára, de ezek általában a hangszerrel nem függtek össze szervesen.
Billentyűzetük általában négy oktávos – a rövid oktávval – később teljes négy oktávval, sőt a 18. század vége felé a billentyűzet még öt oktávosra (F–f³) is megnövekszik. A spinétek hangolása általában a 8 lábasnak felelt meg, míg voltak ennek kvintjében hangolt, sőt oktávjában hangolt (4 lábas) hangszerek is. Ez utóbbiak a spinettinók (kis spinétek, oktávspinétek) voltak. Gyakran használták a virginál elnevezést is e magas fekvésű és igen kis hangszer megjelölésére. Az elnevezés használatát a hangszertörténet szempontjából még nem tisztázták. Sajnos a kutatást megnehezíti, hogy a korai időkben az elnevezéseket általánosságban használták és keverték a korabeli elnevezéseket. Nyugat-európai viszonylatban a virginál szót egészen kis csembaló rendszerű hangszernél használták, nálunk ennek a szónak általánosabb értelmet tulajdonítottak, azaz e hangszertípus csaknem minden változatát jelölhette.
A spinettinón ma az egész kis formájú spinéteket értjük. A hangszerkészítés szempontjából jellemző – a magas fekvésen kívül –, hogy a húrozat átlósan halad a billentyűsorhoz képest, és így a hangolószögek tőkéje, valamint a bábtartóléc párhuzamos a billentyűzettel. Zöngeszekrényük nemcsak téglatest alakú, de szabálytalan öt- és hatszögletű is lehet. Mivel egészen kisméretű hangszerek, gyakran női kézimunka- vagy ékszerdobozokkal párosították, és ilyenkor külsejük ékes és drága megmunkálású. Billentyűzetük kis méretezésű, de 4 oktávos (természetesen kurta oktávával). A varróasztalkával vagy ékszerdobozzal kombinált spinettinók gyakran csak két oktávosak. Rendkívül szép darabot őriznek a Nemzeti Múzeumban, amely Brandenburgi Kataliné volt. Varrókészlet számára szolgáló rekeszekkel látták el, fedelét belülről zománcozott allegorikus figurákkal díszítették, melyek az érzékeket ábrázolják. A szaglás, ízlés, tapintás, hallás allegorikus alakjai foglalják el a főbb mezőket. Az ötödik érzéket, a látást, két középső figura táblácskájának kinyitásával előtűnő tükör érzékelteti.

## Hangzáspélda
A csembaló hangja – jó hangszerjátékos keze alatt – átható, csengő, ezért kamarazenében, szólistaként, de kísérő hangszerként, a continuóban is szívesen alkalmazták. A nagy csembalók két manuáljuk, kapcsolóik és regisztereik révén színesebb árnyalatú játékra voltak alkalmasak, ám hangerőkülönbségek megszólaltatására képtelenek voltak. A játékos a billentyű nyomásával ugyan csak egyféle hangerősséget tudott létrehozni, a színes billentés, a billentés sokfélesége azonban a csembalisták részére is mindig elérhető volt. Ugyanis gyakran hallani – főként kezdő csembalisták esetében –, hogy a hangszer erőtlenül, tompán szól, és csak többéves gyakorlat után lehet elérni a fent említett átható, csengő hangot.
J. S. Bach: C-dúr prelúdium

Probléma esetén lásd:Médiafájlok kezelése.